# Simatic
SIMATIC je označení série programovatelných logických automatů a automatizovaných systémů od společnosti Siemens. Poprvé byla série představena v roce 1958, od té doby prošla značným vývojem skrze několik generací produktu. Poslední generace je označena jako série SIMATIC S7 pro průmyslovou automatizaci.
Zkratka SIMATIC je registrovanou známkou společnosti Siemens a jedná se o spojení slov "Siemens" "Automatic", tedy spojení společnosti Siemens a automatizace.

## Funkce
Stejně jako jiné programovatelné logické automaty jsou i zařízení SIMATIC zamýšleny k samostatnému ovládání strojů od přímých operací se stroji samotnými až po různé složitější úkony strojů. Zpočátku byla zařízení SIMATIC založená na transistorové logice pro nahrazení relé daných strojů, ale v roce 1973 byly představeny mikroprocesory, které umožnili přidat do těchto automatů funkcionalitu podobnou běžným počítačům. Zařízení SIMATIC mívají připojené vstupní a výstupní moduly přímo ke spravovaným strojů a programy běžící na zařízeních SIMATIC mohou v reálném čase řídit zařízení na základě vstupů ze sensorů a zasílat výstupní signály ventilům a dalším komponentám těchto strojů.
V závislosti na zařízení a modulech zařízení mohou být signály pouze jednoduché binární hodnoty nabývající hodnot 0 ("Nízký signál") či 1 ("Vysoký signál") nebo také například analogové vstupy jako například teplota apod.
Příkladem digitálního vstupu z připojeného teploměru může být jednoduchá logika jako například:
- “Vysoký” signál (logická 1): Teplota je mimo rozsah
- “Nízký” signál (logická 0): Teplota je v rozsahu

V závislosti na tomto vstupu a dalších faktorech mohou zařízení SIMATIC posílat řídící binární hodnoty jako jsou například:
- “Vysoký” signál (logická 1): Zapni motor
- “Nízký” signál (logická 0): Zastav motor

Složitější vstupy a výstupy jsou též podporovány zařízeními SIMATIC. Například řada SIMATIC 505 dokáže pracovat s desetinnými čísly a trigonometrikými funkcemi.

## Produktové řady
Společnost Siemens vyvinula 4 produktové řady SIMATIC:
- v roce 1958 to byla SIMATIC Verze G
- v roce 1973 to byla řada SIMATIC S3
- v roce 1979 to byla řada SIMATIC S5
- v roce 1995 to byla řada SIMATIC S7

### SIMATIC S5
Řada S5 byla prodávána ve variantách 90U, 95U, 101U, 100U, 105, 110, 115,115U, 135U, a 155U. Čím bylo vyšší číslo (vyjma označení 101U), tím složitější a dražší bylo dané zařízení. Každá varianta obsahovala několik procesorů o různých rychlostí a také obsahovala jinou kapacitu paměti. Některé z těchto variant obsahovaly i záložní procesory pro případy, kdy byla nezbytná velmi vysoká spolehlitvost těchto zařízení, jako například pro výrobu v rámci farmaceutického průmyslu.
Ke každé variantě byl součástí zdroj, a rozhraní se sloty pro různé přídavné desky. Přídavné desky mohly rozšířit tato zařízení například o sériovou komunikaci nebo komunikaci po síti Ethernet, stejně jako digitální vstupy či výstupy, či zpracování analogových signálů, popřípadě další rozhraní a funkce.

### SIMATIC S7
První záznamy o nové řadě S7 byly uvolněny v roce 1994 ve třech různých třídách označených jako S7-200, S7-300 a S7-400. Společně s řadou SIMATIC S7 byla rovněž představena podpora standardu PROFIBUS jakožto nového průmyslového standardu. Velkým úspěchem řady S7-300 podařilo upevnit roli společnosti Siemens jako jednoho z největších lídrů v oblasti automatizačních technologií. Konec podpory modelu S7-300 je očekáván v roce 2023 .
Následovníky zmíněných zařízení série S7 byly modely označené jako S7-1200 či S7-1500 v roce 2012. Tyto modely podporují standardní rozhraní PROFInet.

## Software
Programy v rámci zařízení SIMATIC běží ve specializovaných prostředích vytvořených společností Siemens. Tato prostředí se liší v závislosti na produktové řadě:
- Řada SIMATIC S5 je programovatelná pomocí STEP 5.
- Řada SIMATIC S7 je programovatelná pomocí STEP 7 (V5.x či aplikací TIA Portal)[5].

### Step 5
Řada S5 byla původně programovatelná přímo z počítačového programu nazvaného STEP 5. STEP 5 byl používání pro programování, testování a nasazování nových programů do S5 automatů.
Původní verze STEP 5 běžela na operačním systému CP/M, pozdější verze na MS-DOS, později Microsoft Windows až do systému Windows XP. Poslední verze STEP 5 byla 7.2 s možností aktualizace na 7.23 Hotfix 1.
Vedle STEP 5 dodávala společnost Siemens i vlastní balíček pro programování stavové logiky nazvaný Graph5. Graph5 je sekvenční programovací jazyk pro programování těchto strojů a simuluje konečný automat platformy S5.

### Operace
STEP 5 rozlišuje mezi třemi typy operací:
- Základní operace (např. linkování, ukládání, načítání & přenos, počítání, srovnávání, aritmetické operace, operace s moduly)
- Doplňující operace a komplexní funkce
- Systémové operace

## Stuxnet
Hlavní článek: Stuxnet
Specializovaný počítačový virus, červ, byl navržen tak, aby se zaměřil na programovatelné logické automaty SIMATIC S7 pomocí jejich programovacího prostředí STEP 7.